# Antonio Juliano
Antonio Juliano (ur. 26 grudnia 1942 w Neapolu, zm. 13 grudnia 2023) – włoski piłkarz, pomocnik. Srebrny medalista MŚ 1970. Długoletni zawodnik SSC Napoli.
Był wychowankiem Napoli, w pierwszym zespole grał w latach 1962–1978. Grał w ok. 500 meczach, pełnił funkcję kapitana zespołu. W sezonie 1978/1979 był zawodnikiem Bologna FC. W reprezentacji Włoch zagrał 18 razy. Debiutował 18 czerwca 1966 w meczu z Austrią, ostatni raz zagrał w 1974. Trzykrotnie znajdował się w kadrze na mistrzostwa świata (1966, 1970, 1974), jednak w finałach zagrał tylko w jednym meczu – przegranym z Brazylią finale MŚ 70. W 1968 wraz z kolegami zwyciężył w ME 68.